# Le Scandale Costello
Pour plus de détails, voir Fiche technique et Distribution.
Le Scandale Costello (The Story of Esther Costello) est un film britannique, de David Miller, sorti en 1957. Le scénario de Charles Kaufman est inspiré du roman de 1952 de Nicholas Monsarrat. Il a été distribué par Columbia Pictures. Le film est une histoire de collecte de fonds à grande échelle.

## Synopsis
C'est l'histoire d'une jeune fille devenue orpheline à la suite d'un accident de grenade qui l'a aussi rendu sourde muette et aveugle. Elle est d'abord confiée à une méchante femme, puis le curé du village s'en mêle et demande à une femme riche de l'emmener dans un centre de rééducation, Esther retrouve progressivement ses capacités grâce à l'amitié qui lie les deux femmes.

## Fiche technique
- Titre : Le Scandale Costello
- Titre original : The Story of Esther Costello
- Réalisation : David Miller
- Scénario : Charles Kaufman d'après le roman de Nicholas Monsarrat
- Production  : Jack Clayton, David Miller et Joan Crawford (coproduction)
- Société de production : Romulus Films
- Distribution : Columbia Pictures
- Musique : Georges Auric
- Photographie : Robert Krasker
- Montage : Ralph Kemplen
- Direction artistique : Anthony Masters et George Provis
- Costumes : Julie Harris et Jean Louis pour Joan Crawford
- Pays d'origine : britannique
- Format : Noir et blanc - 35 mm - 1,85:1 - Son : Mono (Westrex Recording System)
- Genre : Drame
- Durée : 103 minutes
- Dates de sortie : 
  - Royaume-Uni : 13 août 1957 (Londres)
  - États-Unis 6 novembre 1957
  - France : 30 juillet 1958 (Paris)
- Affiche : Georges Kerfyser (France)

## Distribution
- Joan Crawford (VF : Claire Guibert) : Margaret Landi
- Rossano Brazzi (VF : Roland Ménard) : Carlo Landi
- Heather Sears : Esther Costello
- Lee Patterson (VF : Jacques Deschamps) : Harry Grant
- Ron Randell (VF : Jacques Beauchey) : Frank Wenzel
- Fay Compton : Mère supérieure
- John Loder : Paul Marchant
- Denis O'Dea (VF : Fernand Fabre) : Père Devlin
- Sid James (VF : Jean-Jacques Delbo) : Ryan
- Bessie Love (VF : Lita Recio) : Une femme dans la galerie d'art
- Maureen Delaney (VF : Germaine Kerjean) : Jennie Costello
- Andrew Cruickshank (VF : Richard Francœur) : Dr Stein
- Charles Lloyd Pack (VF : Paul Amiot) : Dr Blake
- Robert Ayres (VF : Jean-François Laley) : M. Wilson
- Ewen Solon (VF : Paul Amiot) : le père de Christine Brown
- Estelle Brody : Tammy
- Launce Maraschal (VF : Jacques Berlioz) : le sénateur
- Victo Rietti (VF : Serge Nadaud) : Signor Gatti